# Limonade

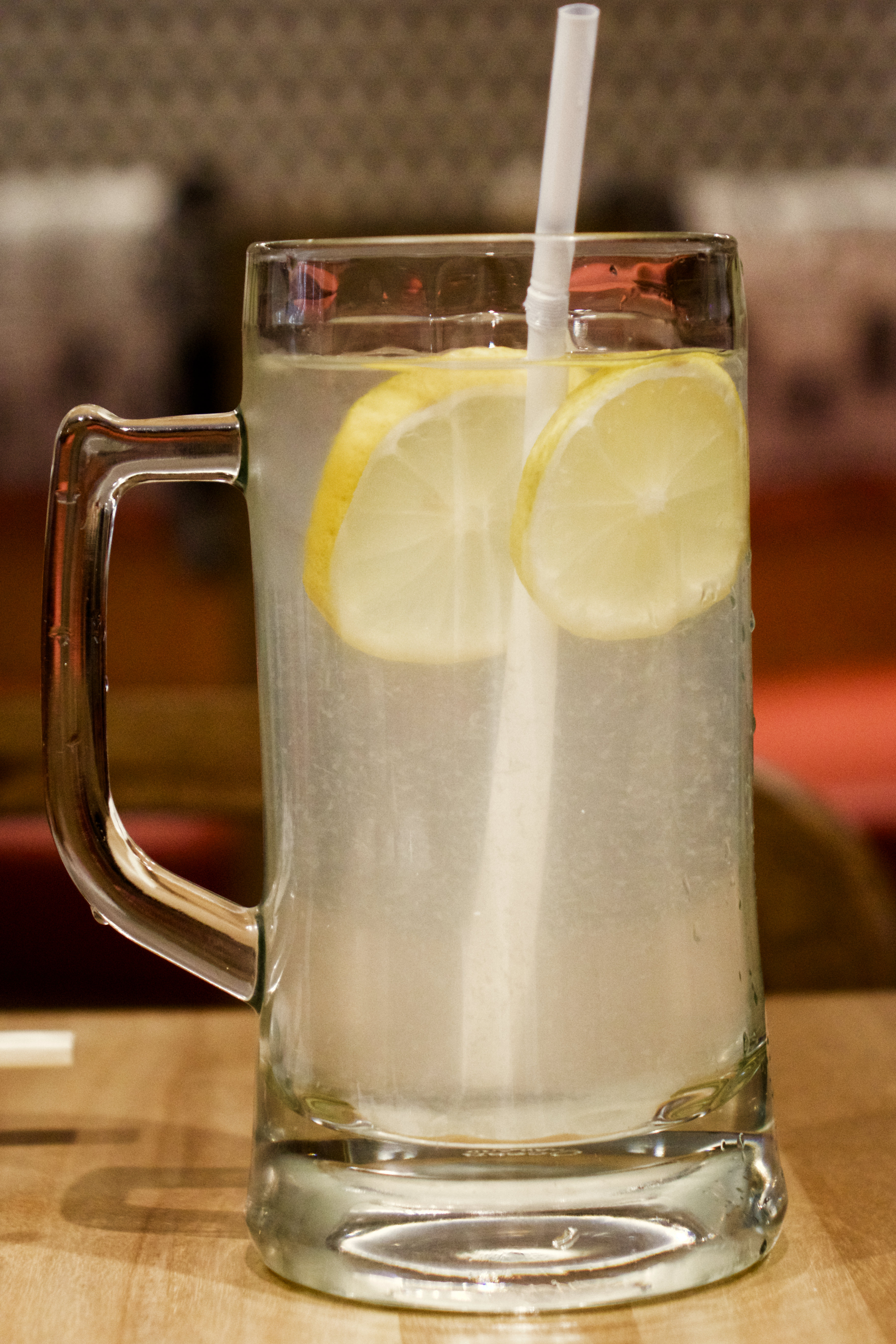
Zitronen-Limonade mit Trinkhalm

Die Limonade (in Teilen Bayerns und Österreichs auch Kracherl), umgangssprachlich verkürzt die oder das Limo [ˈlɪmo], Brause von „Brauselimonade“  oder österreichisch [ˈliːmo], ist ein alkoholfreies, meist gesüßtes und mit Kohlensäure versetztes Erfrischungsgetränk mit oder ohne Fruchtauszügen auf der Basis von Wasser, das ausschließlich natürliche Zutaten enthalten darf. Im ursprünglichen Wortsinn ist Limonade ein Getränk aus mit Wasser verdünntem Zitronensaft.
Zu den Limonaden gehören auch die coffeinhaltigen Colagetränke und die meisten Energydrinks. Verwandt mit der Limonade ist die Brause, die auch künstliche oder naturidentische Aroma- und Farbstoffe enthalten darf.
Limonaden können mit anderen Getränken gemischt werden, so zum Beispiel Schorle und Spezi. Daneben gibt es zahlreiche Biermischgetränke.

## Geschichte

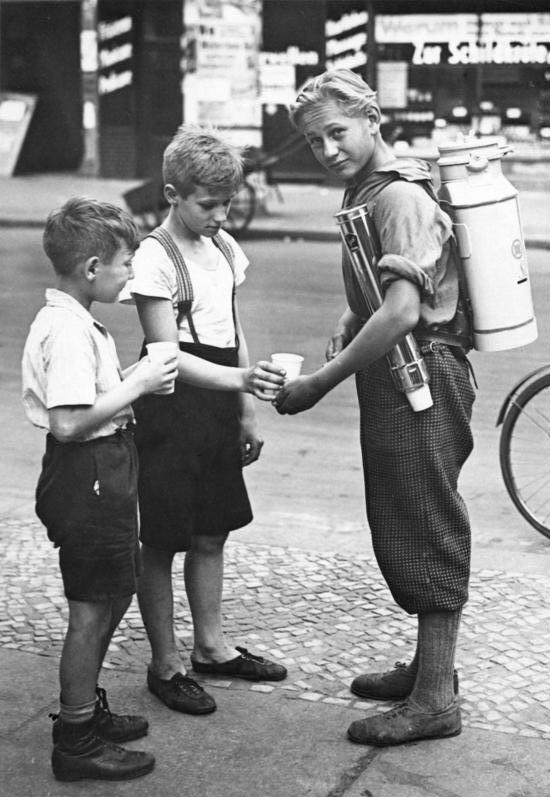
Limonadenverkäufer in Berlin (1931)

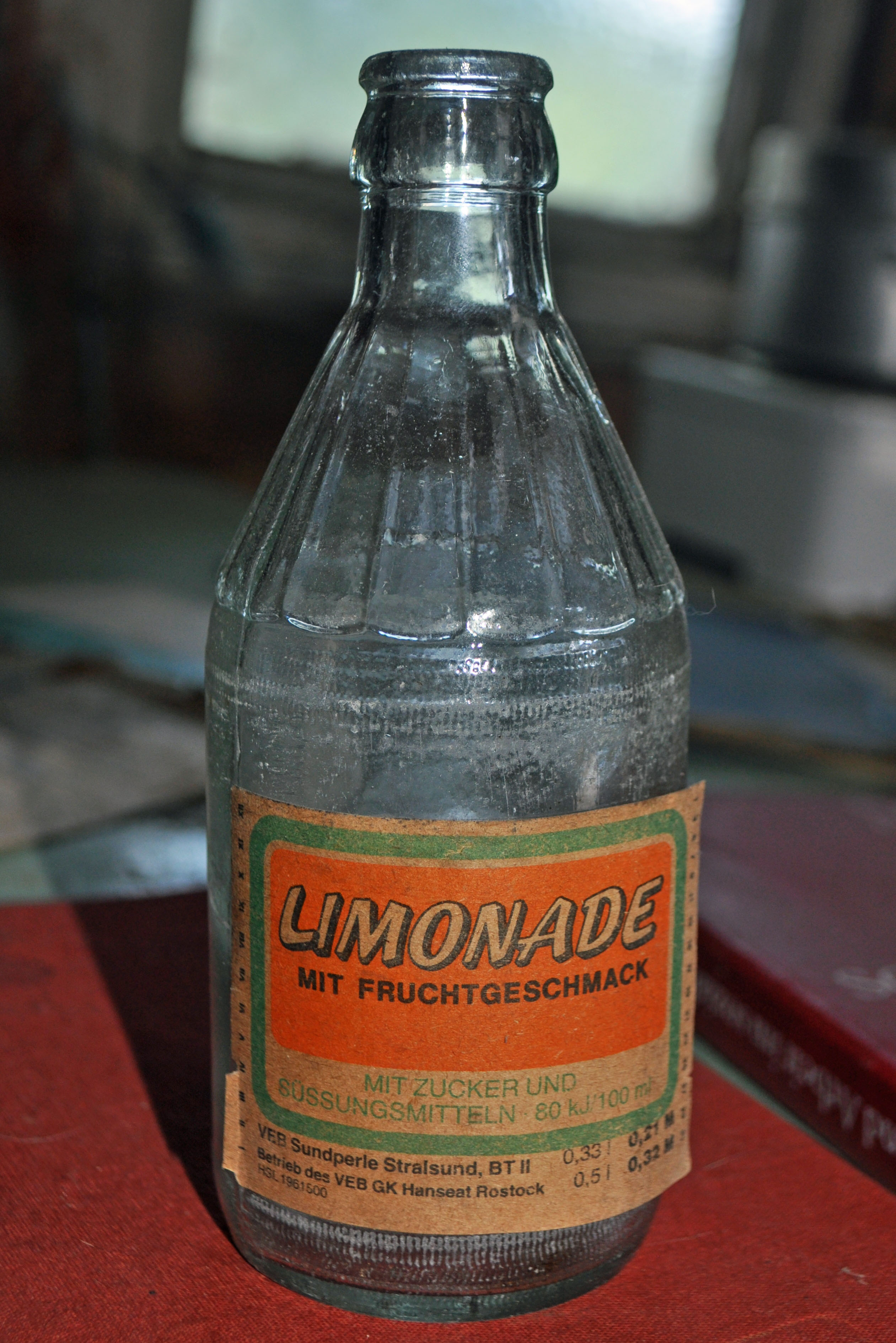
Limonadeflasche aus der DDR

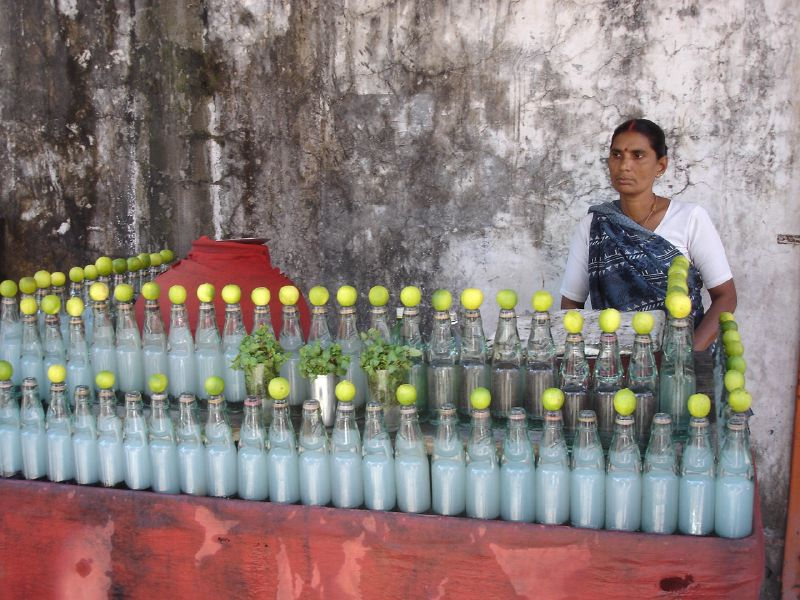
Limonaden-Stand in Rishikesh (Indien)

In der römischen Antike war ein limonadenähnliches Erfrischungsgetränk unter dem Namen Posca bekannt. Für seine Herstellung wurde Trinkwasser mit einem Schuss Essig versetzt. Der Geschmack hing dabei von der Dosierung des Essigs ab. Auch die Fruchtsorte, aus der der Essig hergestellt wurde, hatte einen geschmackgebenden Anteil.
Wann die heutige Form der Limonade entstand, ist unklar. Einer der ersten Nachweise stammt aus dem 16./17. Jahrhundert aus Spanien. Am Dresdner Hof trank man 1688 Limonaden „von Zitronen, Rosen, Himbeeren, Zimt, Erdbeeren, Quitten, Hippokras und Orsade“. Mit der Zeit wurden weitere Variationen entwickelt und verkauft. Der Urtyp aller modernen Limonaden, der englische Lemon Squash, war ursprünglich ein reines Naturprodukt aus Wasser, Zucker und Zitronensaft. Ab dem Ende des 19. Jahrhunderts begann dessen künstliche Herstellung.
Im Jahr 1845 wurde Zitronenlimonade wie folgt beschrieben:

„Zu ¼ Liter Zuckerwasser, das aber möglichst frisch und kalt sein muß, setzt man den Saft von ½ Zitrone. Obenauf legt man eine dünn abgeschnittene Zitronenscheibe und fügt, wenn möglich, noch ein Stückchen Kunsteis hinzu.“

## Zutaten
In Deutschland besteht nach den Leitsätzen für Erfrischungsgetränke des deutschen Lebensmittelbuchs Limonade aus Trinkwasser, natürlichem Mineralwasser oder Quell- und/oder Tafelwasser. Hinzu kommen Aromaextrakte und/oder natürliche Aromastoffe sowie in der Regel Citronensäure. Für die Aromabasis wird, neben Zitrone, auch Orange verwendet.
Limonade musste gemäß DLMB bis Mai 2024 einen Gesamtzuckergehalt von mindestens 7 Prozent aufweisen, der sich aus verschiedenen Zuckerarten zusammensetzen konnte (neben Saccharose unter anderem Glucosesirup); eine Begrenzung nach oben gab es nicht. Inzwischen müssen Erfrischungsgetränke nur noch „Zutaten zur Erzielung eines süßen Geschmacks“ wie Zuckerarten oder Süßungsmittel enthalten, um als Limonade bezeichnet werden zu können, ohne dass eine klar definierte Mindestmenge benannt wird. Vor allem bei kalorienreduzierter Limonade wird der Zucker ganz oder teilweise durch Süßstoff ersetzt.
Als weitere Zutat darf Fruchtsaftkonzentrat, Fruchtmark, Fruchtmarkkonzentrat oder eine Mischung dieser Erzeugnisse hinzugegeben werden (jeweils auch in haltbar gemachter Form). Limonaden mit Fruchtsaftanteil enthalten mindestens die Hälfte der bei Fruchtsaftgetränken üblichen Fruchtsaftanteile, das heißt:
- 15 Prozent bei Limonaden aus Kernobst oder Traubensäften
- 3 Prozent bei Limonaden aus Zitrussäften
- 5 Prozent bei Limonaden aus anderen Fruchtsäften

Weitere Zutaten dürfen sein:
- Zuckercouleur bei koffeinhaltigen und den diesen in der Geschmacksrichtung entsprechenden koffeinfreien Limonaden sowie bei Limonaden mit Apfelgeschmack mit oder ohne Fruchtsaftanteil und klaren Kräuterlimonaden
- Koffein bei koffeinhaltigen Limonaden in einem Anteil von mindestens 65 Milligramm pro Liter und höchstens 250 Milligramm pro Liter
- Molkenerzeugnisse
- Beta-Carotin sowie Riboflavin und färbende Lebensmittel, außer bei klaren Limonaden mit Zitrusaroma
- Auszüge der Ingwerwurzel, wie z. B. bei Ginger Ale und dem schärferen Ginger Beer
- Bitterstoffe, z. B. Chinin (aus der Rinde des Chinarindenbaumes). Enthält eine Limonade mind. 15 mg/l Chinin, wird sie als Tonic Water bezeichnet (max. 85 mg/l Chinin).

Das Österreichische Lebensmittelbuch verwendet ähnliche Definitionen von Fruchtsaftlimonade und Limonade, ein Mindestzuckergehalt wird darin nicht verlangt.

## Herstellung

### Industrielle Herstellung
Die industrielle Herstellung von Limonaden ist voll automatisiert und umfasst nur wenige Schritte: Das Wasser wird im Zulauf durch eine Imprägnierpumpe mit Kohlendioxid (umgangssprachlich oft als „Kohlensäure“ bezeichnet) versetzt, dann kontinuierlich mit vorgefertigtem Limonadengrundstoff und Süßungsmittel vermischt und in Flaschen oder Dosen abgefüllt, die schließlich gasdicht verschlossen werden. Das Verfahren geht auf Jacob Schweppe zurück, der Ende des 18. Jahrhunderts ein Verfahren zum Versetzen von Wasser mit Kohlensäure erfand.

### Nicht-industrielle Herstellung
Bei nicht-industrieller Herstellung wird Fruchtsaft mit gelöstem Zucker gemischt und mit einer Prise Salz versehen. In Indien wird Limonade (Nimbu Pani) auch ohne Zucker und nur mit Salz getrunken. Je nach Rezept werden oft auch die Schalen unbehandelter Zitrusfrüchte verwendet, um der Limonade ein besonderes Aroma zu geben. Diese werden in manchen Rezepten als Zesten verwendet, während andere ganze bzw. in Scheiben oder Stücke geschnittene Früchte mit kochendem, warmem oder kaltem Wasser übergossen und/oder eine Weile ziehen gelassen und dann eventuell abgegossen.

## Namensherkunft und Bezeichnungen
Der französische Ausdruck limonade, abgeleitet aus limon (Zitrone), wurde im 17. Jahrhundert ins Deutsche übernommen und bezeichnete bis ins 19. Jahrhundert ausschließlich ein Erfrischungsgetränk aus Zitronen. Das auch in anderen Sprachen gebräuchliche Wort für die Zitrone geht auf das persische Wort limun zurück, das dort diese Frucht bezeichnet. Das Wort kam auf dem Handelsweg in das Arabische, von wo es in andere europäische Sprachen gelangte. Im 19. Jahrhundert erweiterte sich die Bedeutung des eingedeutschten Wortes Limonade auf ähnlich hergestellte Getränke mit anderen Früchten. Das Wort wurde so zur allgemeinen Verkehrsbezeichnung für Erfrischungsgetränke.
Auf den heutigen Produkten wird die geschmackgebende Frucht ergänzend angegeben, zum Beispiel „Apfel-Limonade“. Als Hinweis auf den Geschmack sind auch Bezeichnungen wie „Limonade mit Apfelgeschmack“ oder „Limonade mit Apfelaroma“ gebräuchlich. Bei Limonaden mit Pflanzenauszügen – zum Beispiel Gewürze (etwa Ingwer), Kräuter, Süßholz – wird auch eine Bezeichnung wie „Limonade mit …-Auszug“ verwendet. Bei Limonaden ohne Kohlensäurezusatz wird die Verkehrsbezeichnung durch eine entsprechende Angabe ergänzt.
Anders als im Deutschen bezeichnet der Begriff Limonade in vielen Sprachen ausschließlich Zitronenlimonade, während für ähnliche Erfrischungsgetränke andere Begriffe verwendet werden. So wird beispielsweise Orangenlimonade im Englischen Orange Soda oder Orangeade und im italienischen Aranciata genannt, wobei für weitere Limonaden wiederum andere Begriffe existieren.

### Kracherl

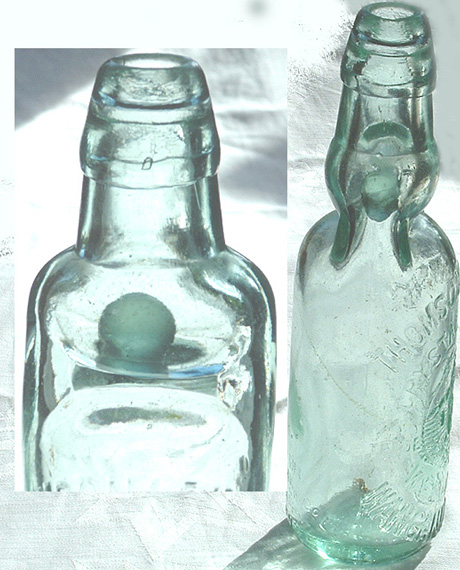
Kugelverschlussflaschen

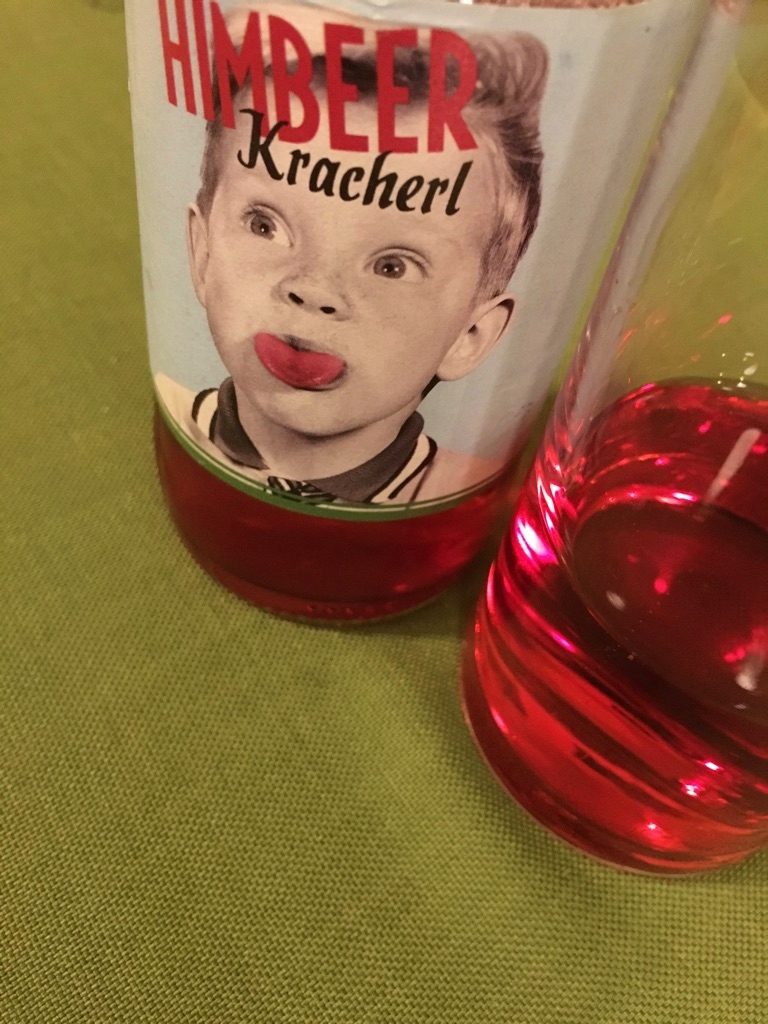
Himbeer-Kracherl der Ottakringer Brauerei, 2017

Im bairisch-österreichischen Sprachraum ist auch der Ausdruck Kracherl für Limonadengetränke gebräuchlich. Der Name rührt daher, dass die ersten Limonadenflaschen Kugelverschlussflaschen waren. Als Verschluss diente eine gläserne Kugel, die durch den Druck der Kohlensäure nach oben in den konischen Flaschenhals gedrückt wurde und diesen verschloss. Den Verschluss der jeweiligen Flasche erreichte man entweder durch eine Gummidichtung oder durch Einschleifen von Flaschenhals und Kugel. Zum Öffnen wurde die Glaskugel mit dem Daumen eingedrückt, was ein krachendes Geräusch zur Folge hatte. Da die Reinigung dieses Verschlusses aufwändig ist, wurden diese Flaschen durch solche mit Bügelverschluss und später mit Kronkorken sowie Schraubverschlüssen abgelöst.
Literarisch kommt das Kracherl im Lied In einem kleinen Café in Hernals von Hermann Leopoldi mit der Zeile vor: „Und Kracherl, so heißt dort der Sekt!“

## Gesundheitliche Aspekte
Mark Pereira, Epidemiologe an der School of Public Health der Universität Minnesota, äußerte 2010 die Vermutung, dass Limonaden für ein erhöhtes Risiko zur Erkrankung an Bauchspeicheldrüsenkrebs verantwortlich sein könnten: Ein um 87 Prozent höheres Krebsrisiko liege bereits bei Personen vor, die pro Woche zwei Erfrischungsgetränke und mehr konsumieren. Pereira hält den hohen Zuckergehalt dafür verantwortlich. Gemäß der American Heart Association kann der übermäßige Konsum von mit Zucker gesüßten Getränken wie Limonaden oder Fruchtsaftgetränken weltweit jährlich sogar mit rund 180.000 Todesfällen in Zusammenhang gebracht werden. Exzessiver Genuss von mit Zucker gesüßten Getränken führt demnach zu Übergewicht, was wiederum das Risiko für das Auftreten einer ganzen Reihe von schweren Krankheiten erhöht. Auf der Grundlage von Daten, die im Rahmen der Global Burden of Diseases Study 2010 zusammengetragen wurden, konnten die Forscher aufzeigen, dass der intensive Konsum von zuckerhaltigen Getränken in kausalem Zusammenhang mit jährlich rund 133.000 Diabetes-mellitus-assoziierten Todesfällen, 44.000 Toten in Folge von Herz-Kreislauf-Erkrankungen und 6.000 Todesfällen aufgrund von Krebserkrankungen steht.